# Tyler Farrar
Tyler Farrar (Wenatchee, 2 juni 1984) is een Amerikaans voormalig wielrenner die in 2017 zijn carrière afsloot bij Team Dimension Data.

## Loopbaan
In Tirreno-Adriatico 2009 schreef hij dankzij een zege in een massasprint de derde etappe op zijn naam. Hij won voor toppers als Tom Boonen, Mark Cavendish, Daniele Bennati en Alessandro Petacchi. Farrar bevestigde zich als een van de beste sprinters door als een van de enigen Cavendish te kunnen uitdagen in de Ronde van Frankrijk 2009. Hij trok deze goede lijn door door ook zijn eerste grote klassieker te winnen: de Vattenfall Cyclassics. Farrar won een paar dagen later ook drie etappes in de ProTour-wedstrijd Eneco Tour. Voorts won hij ook zijn eerste rit in een grote ronde: een etappe in de Vuelta. Hij won ook nog Heusden-Vlaanderen en voegde ook nog even twee etappes in het Circuit Franco-Belge aan zijn erelijst toe.
In 2010 behaalde Farrar een ritzege in de Driedaagse van De Panne en won hij de Scheldeprijs. Hij won ook de tweede en de tiende etappe van de Ronde van Italië. Op 15 augustus won hij voor de tweede maal op rij de Vattenfall Cyclassics. Daarmee is Farrar de eerste renner die twee keer won in Hamburg.
Farrar woonde tijdens zijn carrière verschillende jaren in Gent. Hij sprak toen goed Nederlands en was zeer populair in Vlaanderen.
Op 10 mei 2011 kwam Farrar samen met de acht overgebleven leden van de Leopard Trekploeg gezamenlijk over de meet in de vierde etappe van de Ronde van Italië nadat hun ploeggenoot en boezemvriend van Farrar, Wouter Weylandt, na een val in de derde etappe om het leven was gekomen.
Ook maakt de renner sinds het overlijden van Wouter Weylandt een W-gebaar met zijn handen bij een overwinning om zijn vriend te eren.

## Belangrijkste overwinningen
2002
1e etappe Driedaagse van Axel
4e etappe Ronde van Abitibi
Eindklassement Ronde van Abitibi
2003
 Amerikaans kampioen ploegenachtervolging, Elite (met Mariano Friedick, Adham Sbeih en Kenny Williams)
2004
 Amerikaans kampioen tijdrijden, Beloften
7e etappe Ronde van de Toekomst
2005
 Amerikaans kampioen criterium
2e etappe Ronde van de Toekomst
2007
2e etappe GP CTT Correios de Portugal
2008
1e etappe Ronde van Poitou-Charentes
4e etappe Ronde van Georgia
Sluitingsprijs Zwevezele
2009
3e etappe Tirreno-Adriatico
Proloog Delta Tour Zeeland
Eindklassement Delta Tour Zeeland
Vattenfall Cyclassics
1e, 2e en 4e etappe Eneco Tour
11e etappe Ronde van Spanje
1e en 2e etappe Circuit Franco-Belge
Eindklassement Circuit Franco-Belge
2010
3e etappe deel A Driedaagse van De Panne-Koksijde
Scheldeprijs
2e en 10e etappe Ronde van Italië
Eind- en puntenklassement Delta Tour Zeeland
Vattenfall Cyclassics
5e en 21e etappe Ronde van Spanje
2011
Puntenklassement Ronde van de Algarve
Trofeo Palma de Mallorca
Trofeo Cala Millor
2e etappe Tirreno-Adriatico
2e etappe Ster ZLM Toer
2e (ploegentijdrit) en 3e etappe Ronde van Frankrijk
2012
2e etappe Ronde van Qatar (ploegentijdrit)
4e etappe Ronde van Italië (ploegentijdrit)
1e en 5e etappe USA Pro Cycling Challenge
2013
4e etappe Ronde van Californië
3e etappe Eurométropole Tour
2014
Puntenklassement Ster ZLM Toer
3e etappe Ronde van Peking
Puntenklassement Ronde van Peking

## Resultaten in voornaamste wedstrijden
| Jaar | Ronde van Italië | Ronde van Frankrijk | Ronde van Spanje |
| ---- | ---------------- | ------------------- | ---------------- |
| 2006 |                  |                     |                  |
| 2007 |                  |                     |                  |
| 2008 |                  |                     |                  |
| 2009 | opgave           | 151e                | opgave (1)       |
| 2010 | opgave (2)       | opgave              | 140e (2)         |
| 2011 | opgave           | 159e (1)            | opgave           |
| 2012 | opgave           | 151e                |                  |
| 2013 |                  |                     | 124e             |
| 2014 | 147e             |                     |                  |
| 2015 |                  | 154e                |                  |
| 2016 |                  |                     | 155e             |
| 2017 |                  |                     |                  |

| Jaar | Milaan-San Remo | Gent-Wevelgem | Ronde van Vlaanderen | Parijs-Roubaix | Kuurne-Brussel-Kuurne | Cyclassics Hamburg | Dwars door Vlaanderen |  | WK op de weg |  | Wereldranglijsten |
| ---- | --------------- | ------------- | -------------------- | -------------- | --------------------- | ------------------ | --------------------- |  | ------------ |  | ----------------- |
| 2006 |                 |               |                      |                |                       |                    |                       |  | opgave       |  |                   |
| 2007 | opgave          |               | opgave               |                | 9e                    |                    | 114e                  |  | opgave       |  |                   |
| 2008 |                 |               | 54e                  | 57e            |                       |                    |                       |  | 63e          |  |                   |
| 2009 | opgave          |               |                      |                |                       | ↑                  |                       |  | opgave       |  | 18e (UWK)         |
| 2010 | 42e             | 9e            | 5e                   | buit.tijd      |                       | ↑                  |                       |  | 81e          |  | 10e (UWK)         |
| 2011 | 46e             | ↑             | 13e                  | 28e            | 4e                    |                    | ↑                     |  | 10e          |  | 40e (UWT)         |
| 2012 | 109e            | 55e           | 99e                  | 29e            | 18e                   |                    | 50e                   |  |              |  | 162e (UWT)        |
| 2013 | 94e             | opgave        | 46e                  | 58e            |                       |                    |                       |  |              |  | 130e (UWT)        |
| 2014 |                 | 131e          | 47e                  | 67e            | 81e                   | 4e                 | ↑                     |  |              |  | 77e (UWT)         |
| 2015 |                 | opgave        | 58e                  | 54e            | 66e                   | 55e                | 52e                   |  | 79e          |  |                   |
| 2016 |                 | 80e           | 117e                 | opgave         |                       |                    |                       |  |              |  |                   |
| 2017 |                 | 96e           | 121e                 | buit.tijd      |                       |                    |                       |  |              |  |                   |

## Ploegen
- 2003 –  Jelly Belly-Carlsbad Clothing
- 2004 –  Health Net presented by Maxxis
- 2005 –  Health Net presented by Maxxis
- 2006 –  Cofidis, le Crédit par Téléphone
- 2007 –  Cofidis, le Crédit par Téléphone
- 2008 –  Garmin-Chipotle presented by H3O [a]
- 2009 –  Garmin-Slipstream
- 2010 –  Garmin-Transitions
- 2011 –  Team Garmin-Cervélo
- 2012 –  Garmin-Sharp [b]
- 2013 –  Garmin Sharp
- 2014 –  Garmin Sharp
- 2015 –  MTN-Qhubeka
- 2016 –  Team Dimension Data
- 2017 –  Team Dimension Data

1. ↑  Tot juli heette de ploeg Slipstream-Chipotle presented by H3O, maar na het aantrekken van Garmin als hoofdsponsor werd de naam veranderd.
2. ↑  Tot eind juni heette de ploeg Team Garmin-Barracuda, maar na het aantrekken van Sharp als cosponsor werd de naam veranderd.